# Irupi (ort)
Irupi är en ort i Brasilien.   Den ligger i kommunen Irupi och delstaten Espírito Santo, i den sydöstra delen av landet, 800 km sydost om huvudstaden Brasília. Irupi ligger 747 meter över havet och antalet invånare är 3 505.
Terrängen runt Irupi är huvudsakligen lite kuperad. Irupi ligger nere i en dal. Närmaste större samhälle är Iúna, 11,0 km öster om Irupi.
Omgivningarna runt Irupi är huvudsakligen savann. Runt Irupi är det ganska tätbefolkat, med 124 invånare per kvadratkilometer.